# Mexikanische Badmintonmeisterschaft 1962
Die Mexikanische Badmintonmeisterschaft 1962 fand in Mexiko-Stadt statt. Es war die 16. Auflage der nationalen Titelkämpfe von Mexiko im Badminton.

## Titelträger
| Disziplin    | Sieger                                    |
| ------------ | ----------------------------------------- |
| Herreneinzel | Antonio Rangel                            |
| Dameneinzel  | Carolina Allier                           |
| Herrendoppel | Antonio Rangel Raúl Rangel                |
| Damendoppel  | Carmela Martinez Maria Eugenia de del Rio |
| Mixed        | Oscar Lujan Josefina de Tinoco            |